# 13691 Akie
13691 Akie eller 1997 SL16 är en asteroid i huvudbältet som upptäcktes den 30 september 1997 av den japanske astronomen Atsuo Asami vid Hadano-observatoriet. Den är uppkallad efter upptäckarens fru Akie Asami.